# Cyanide (singel Metalliki)
Cyanide – singel amerykańskiego zespołu heavymetalowego Metallica, pochodzący z dziewiątego albumu grupy - Death Magnetic. Ukazał się on 21 sierpnia 2008. Premiera koncertowa miała miejsce 9 sierpnia 2008 w Dallas na festiwalu Ozzfest.